# Шнелл, Клод
Клод Шнелл (англ. Claude Schnell; 27 мая 1958, Бруклин, Нью-Йорк) — франко-американский клавишник, известный благодаря участию в группах Magic!, Rough Cutt, Dio, Last in Line.

## Биография
Родился в 1958 году в Бруклине, Нью-Йорк, США, жил во Франции. Сначала начал говорить по-французски, и только потом по-английски. Когда ему было шесть лет, его семья переехала назад в Нью-Йорк. Шнелл погрузился в традиционной классической фортепианной учебный план индивидуальных занятий, репетиции и сольные концерты.
Под влиянием Джими Хендрикса и Led Zeppelin открыл для себя рок-музыку. Изучал классическую музыку, играл в различных группах. Шнелл покинул Нью-Йорк, чтобы провести несколько лет в Буффало, где были выкованы более долгосрочные музыкальные дружеские отношения, особенно с басистами Билли Шиханом и Джо Кристофанилли и барабанщиком Питом О’Доннеллом.
В начале 1980-х переехал в Лос-Анджелес, где основал группу Magic! После ряда изменений состава группа сменила название на Rough Cutt. Группа исполняла помп-рок в духе мегапопулярных героев этого направления, вроде Boston, Journey и Toto К 1983 году, музыкальной трудолюбие и точность Шнелла заработали ему репутацию одного из самых серьёзных и уважаемых клавишников в Лос-Анджелесе.
В мае 1983 года Шнелл присоединился к группе Dio, которой требовался клавишник для концертного тура Holy Diver (на самом альбоме клавишные партии поделили фронтмен Ронни Джеймс Дио и басист Джимми Бэйн). По словам гитариста группы Вивиана Кэмбелла, «после того, как Holy Diver был записан, мы пригласили Клода, чтобы украсить определенные песни так, как гитара просто не могла этого сделать. С того времени Клод стал неотъемлемой частью концертов группы».
Так как клавишные инструменты в хеви-метале были не модными, Клод отыграл весь тур за кулисами. Вернувшись, он репетировал и участвовал в записи пластинки The Last In Line. В 1984 году он также отработал долгие гастроли за кулисами. В 1985 году работал над пластинкой Sacred Heart и только после этого, Клода Шнелля перевели из за кулис на сцену. Летом 1989 года, в ходе затянувшегося перерыва в деятельности группы, он покинул Dio вместе с басистом Джимми Бэйном. Об увольнении было объявлено в августе.
В 2012 году вместе с участниками оригинального состава Dio Вивианом Кэмбелом, Джимми Бэйном и Винни Аписи создал группу Last In Line, вместе с которой записал альбом Heavy Crown, но в ноябре 2015 года, за неделю до его официального выхода, покинул группу.

## Дискография
Dio
- The Last in Line (1984)
- Sacred Heart (1985)
- Intermission (1986)
- Dream Evil (1987)
- Finding The Sacred Heart: Live In Philly 1986 (2013)

прочие
- 1983 — Rough Cutt — Hollywood Hottest unsigbed rock bands (сборник; 2 песни)
- 1985 — Y&T — Down for the Count
- 1985 — Марк Эдвардс — Code of Honor
- 1989 — Loudness — Soldier of Fortune
- 1989 — Doro — Force Majeure
- 1993 — Impellitteri — Victim of the System
- 1993 — Gary Hoey — Animal Instinct
- 2003 — Neil Turbin — Threatcon Delta
- 2016 — Last in Line — Heavy Crown